# エリクサー
エリクサー（elixir, [ɪˈlɪksər], エリクシャー、エリクシール、エリクシア、イリクサ、エリクシル剤、エリキシル剤）とは、錬金術で飲めば不老不死になれると伝えられる霊薬・万能薬である。
本項では、エリクサーの名を冠する薬酒や薬剤についても記述する。

## 語源
アイザック・アシモフの『化学の歴史』（1967年、河出書房、A Short History of Chemistry, 1965年）「第二章錬金術 アラビア人達」によれば、語源は、乾いた粉と考えられていたことからギリシア語の "xerion"（乾いたの意）がアラビア語に翻訳されて اَلْإِكْسِيرُ（al-iksīr, アル＝イクスィール）となった。
H・J・シュテーリヒの『西洋科学史』によれば、イスラム錬金術の祖ジャービル・イブン・ハイヤーン、ラテン名ジーベル（他にゲベル、ジャビル）が金属の四元素四性質（温・乾・湿・冷）を変性し、作り出した1性質のみの元素を al iksir とした。この al iksir を13世紀に翻訳した名が elixir であるとする。

## 伝説
錬金術の至高の創作物である賢者の石と同一、あるいはそれを用いて作成される液体であるとされた。服用することで如何なる病も治すことができる・永遠の命を得ることができる等、主に治療薬の一種として扱われた。中世ドイツでは、パラケルススという医師が熱心に研究していた。
中国の道教で仙人になるための霊薬を作る術である「錬丹術」（煉丹術）が目指していた不老不死の薬「仙丹」（せんたん）も、これと同様の伝説である。

## 実在するエリクサー

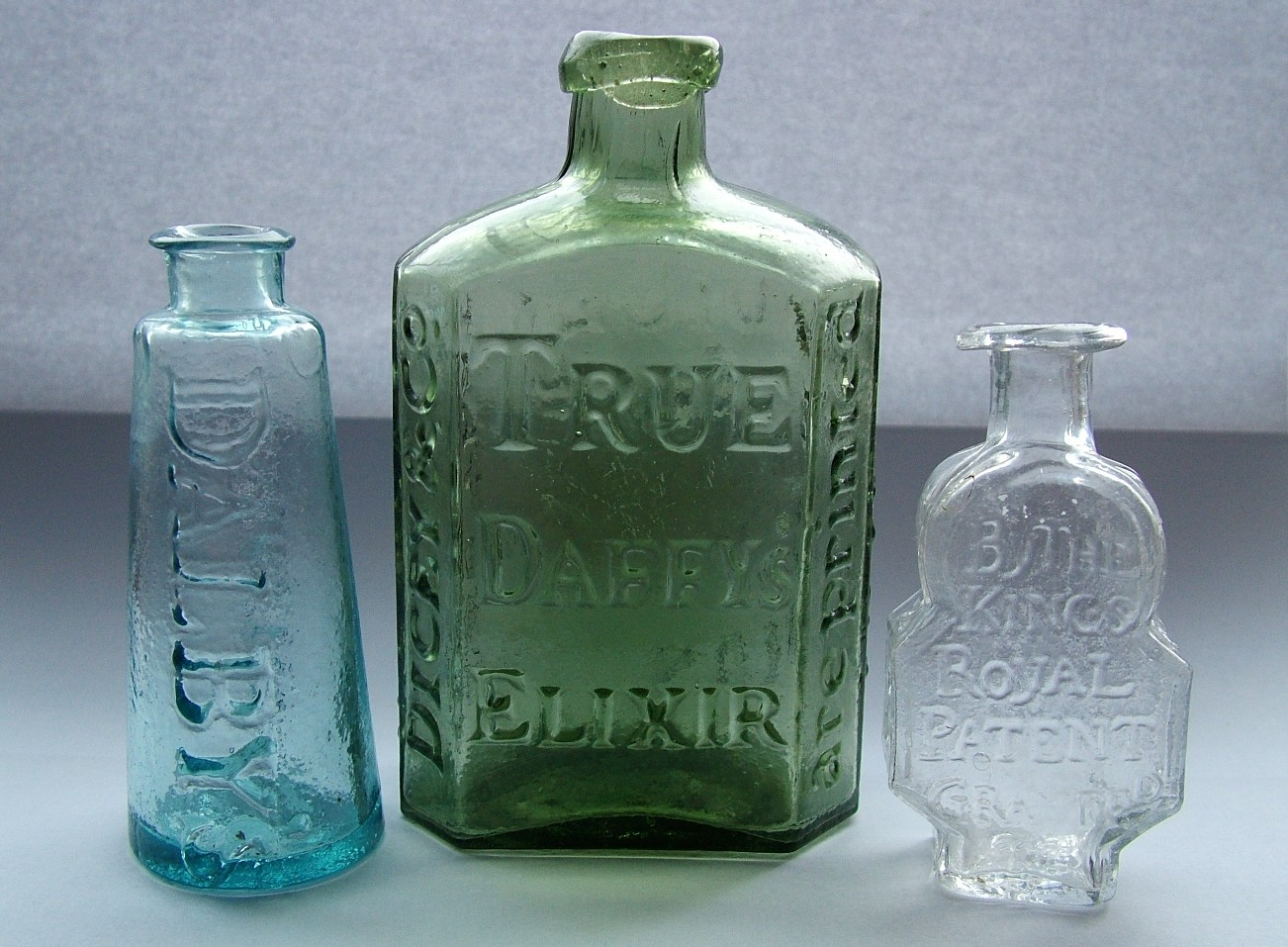
ダフィーのエリクサーの空瓶（中央） Dicey and Co.社製

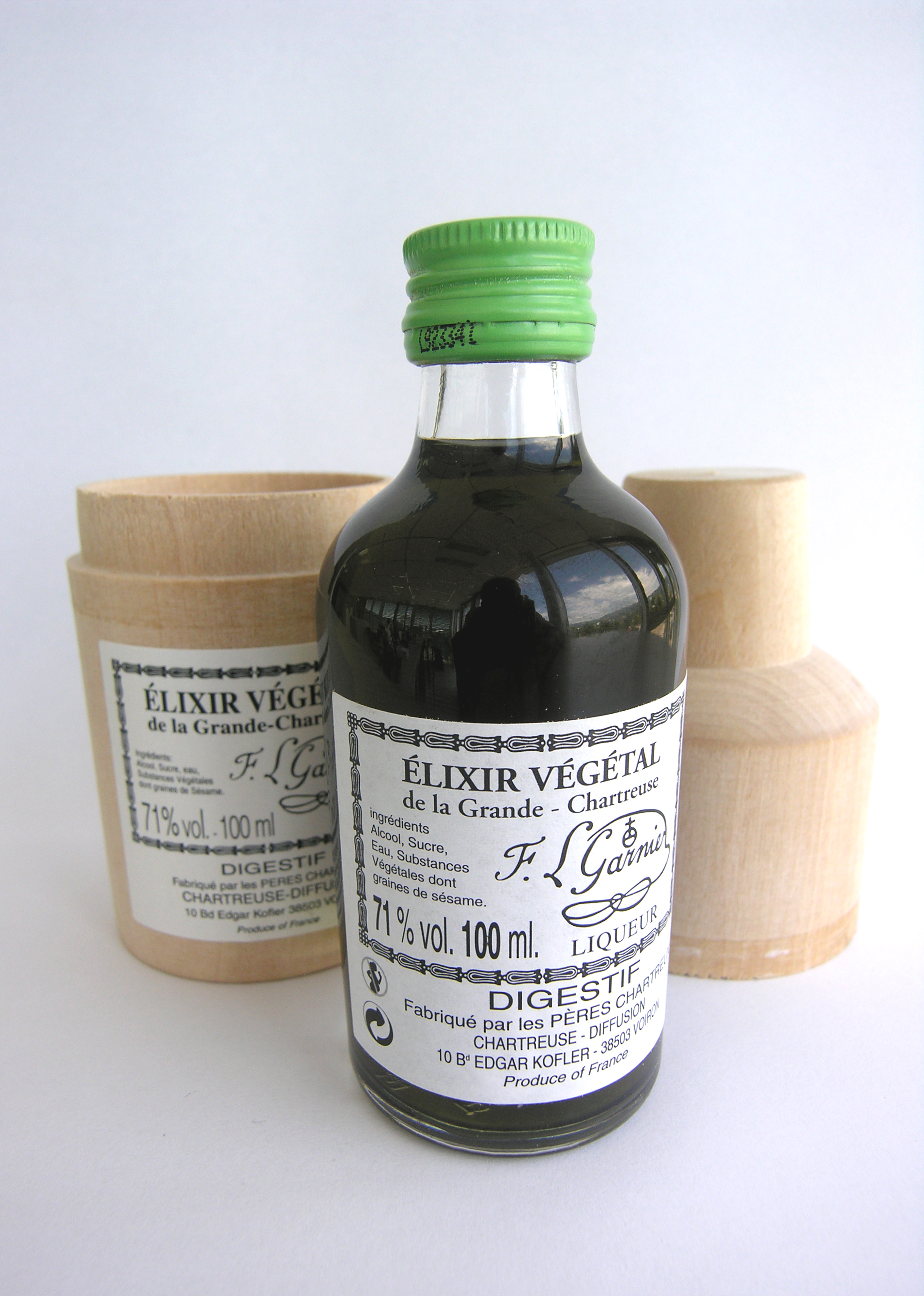
エリクシル・ヴェジェタル

日本薬局方の製剤総則には「エリキシル剤」の定義があり、「通例、甘味及び芳香のあるエタノールを含む澄明な液状の内用剤である」としている。「製剤」の項目も参照。
また、ベネディクティンやシャルトリューズなどのリキュールで「エリクサー」の名を冠するものが実在し、これらは酒として分類される。ベネディクティンやシャルトリューズは、創業当時から修道院内部でのみ製造されている薬草酒の銘柄として知られ、その製法や材料は門外不出となっている。カンパリやアブサンなどの他の薬草酒に比べてきわめて苦味が強く、アルコール度数も強いのが特徴であるが、リキュール特有の甘味も備える。
これについては、アンゴスチュラ・ビターズなどと同様に300 - 400ml程度の小ビンに詰められ、市販もされている。ハンガリーのトカイ地域で生産される貴腐ワインのトカイワイン・エッセンシアも、エリクサーの別名を持つとされている。
ダフィーのエリクサーは、元は胃薬として造られたが万能薬とされ、18世紀のイギリスで評判になり、19世紀までアメリカで一般的な治療薬とされた。